# Kaisers Buche
Die Kaisers Buche (ursprüngliche Schreibweise: Keisers-Buche) war eine Kopfrotbuche im Moerser Ortsteil Schwafheim. Der auf ein Alter von maximal 500 Jahren geschätzte Baum war das Wahrzeichen des Dorfes und zählte zu den bedeutendsten Einzelbäumen und Naturdenkmalen im Kreis Wesel. Mit einem Stammumfang von bis zu acht Metern galt er als einer der stärksten Bäume im Rheinland sowie als eine der dicksten Buchen Deutschlands.
Im August 2015 musste die Kaisers Buche trotz umfangreicher Stützmaßnahmen aufgrund ihrer akuten Instabilität gefällt werden.

## Beschreibung und Geschichte
Der Baum befand sich im Vorgarten des Grundstücks am Heideweg 97a und damit innerhalb des Wohnplatzes Schwafheim. Bis nach dem Zweiten Weltkrieg stand er in der Landschaft auf Wiesen- und Ackerflächen westlich des Dorfes Schwafheim. Es handelt sich um eine Kopfrotbuche, also eine Rotbuche, deren Krone früher im Zuge von Schneitelungen in regelmäßigen Abständen bis zum Stamm zurückgeschnitten wurde. Dies ist bei einigen Baumarten am Niederrhein verbreitet, insbesondere bei der Kopfweide, allerdings für Rotbuchen untypisch. Die Schwafheimer Buche wurde ursprünglich rund alle 40 Jahre beschnitten und das Schnittgut als Brennholz verwertet. Die daraus resultierenden Verdickungen an den Wundüberwallungen prägten den außergewöhnlichen, charakteristischen Stamm. Sie erinnert optisch an eine Süntel-Buche. Es ist nicht überliefert, wann der Baum gepflanzt wurde; verschiedene Quellen grenzen das Alter auf mindestens 240 und maximal 500 Jahre ein. Benannt war der Baum nach einem Maurer mit dem Nachnamen Keiser, dem das Grundstück mit dem Baum vermutlich Anfang des 20. Jahrhunderts gehörte.
Bereits 1916 beschrieb der Kunsthistoriker Richard Klapheck in seinem Werk Die Baukunst am Niederrhein die „seltsame Buche“ und verglich sie mit einem „einsame[n] Prediger“. 1922 schrieb der Moerser Heimatforscher Hugo Otto in seinem Buch Naturdenkmäler der Heimat am Rhein von der „Keisers-Buche“, stimmte dabei dem Vergleich von Klapheck zu und nannte den Baum bei einem Umgang von 6,60 Metern einen „Vertreter von ungeheuren Ausmaßen“ der „Kopfbäume des linksniederrheinischen Industriebezirks“. Daraus wurde die bis zuletzt gängige Bezeichnung Kaisers Buche abgeleitet. 1938 wurde sie als Naturdenkmal unter Schutz gestellt.
In der zweiten Hälfte des 20. Jahrhunderts übernahm das Grünflächenamt der Stadt Moers die Pflege des Baumes. Dieses sicherte die Kronenäste mit Drahtseilen und verfüllte Baumöffnungen mit Beton. Schließlich ging die Verantwortung für die Pflege des Naturdenkmals an die Untere Landschaftsbehörde des Kreises Wesel über. Aufgrund des immensen Kronenvolumens wurden regelmäßige Prüfungen der Stand- und Bruchsicherheit notwendig. 1991 wurden der Buche zur Sicherung ihrer Krone Gurtbänder angelegt und noch im selben Jahrzehnt Stahlträger eingebaut, da der Stammkopf das Gewicht der Krone zu einem immer geringer werdenden Anteil selbstständig tragen konnte. 2001 ergab eine weitere Überprüfung, dass die Tragfähigkeit des Baumes innerhalb von sieben Jahren um die Hälfte abgenommen hatte.
Am 17. Juli 2003 wurde die Kopfrotbuche durch die sogenannte „Innenbereichsverordnung“ des Kreises Wesel aus landeskundlichen Gründen sowie aus Gründen der Seltenheit, Eigenart und Schönheit unter der Nummer ND 15 als Naturdenkmal geschützt. In der Lokalpresse wurde sie als „Flaggschiff unter den Naturdenkmalen im Kreis“ betitelt.
Trotz weiterer unterstützender Maßnahmen gegen die Altersschwäche der Kaisers Buche brach in der ersten Hälfte der 2010er Jahre der nördliche Teil ihrer Krone ab und beschädigte damit auch den Stamm. Mitte 2015 ergab ein erneutes Gutachten, dass der Stamm massive Hohlstellen aufwies und die Dicke der Baumwand an einigen tragenden Stellen nur noch fünf bis zehn Zentimeter betrug. Der Baum konnte deshalb auch mit den Stützmaßnahmen sein Gewicht nicht mehr tragen, weshalb der Kreis Wesel eine zeitnahe Fällung beschloss. Die Kaisers Buche wurde am 10. und 11. August 2015 niedergelegt.

## Bildergalerie

Kaisers Buche am 9. August 2015 (einen Tag vor der Fällung)
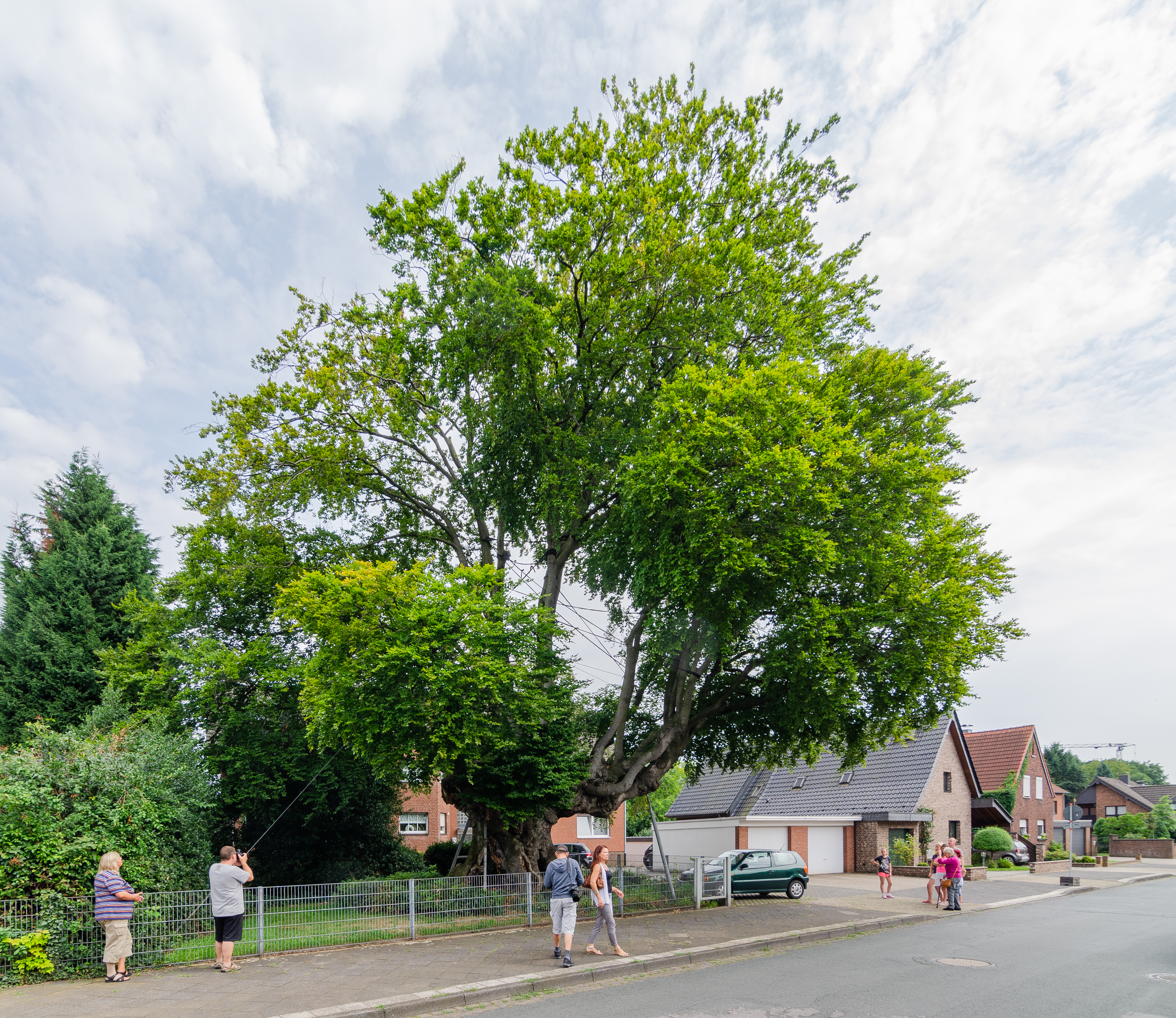
Nordwestansicht
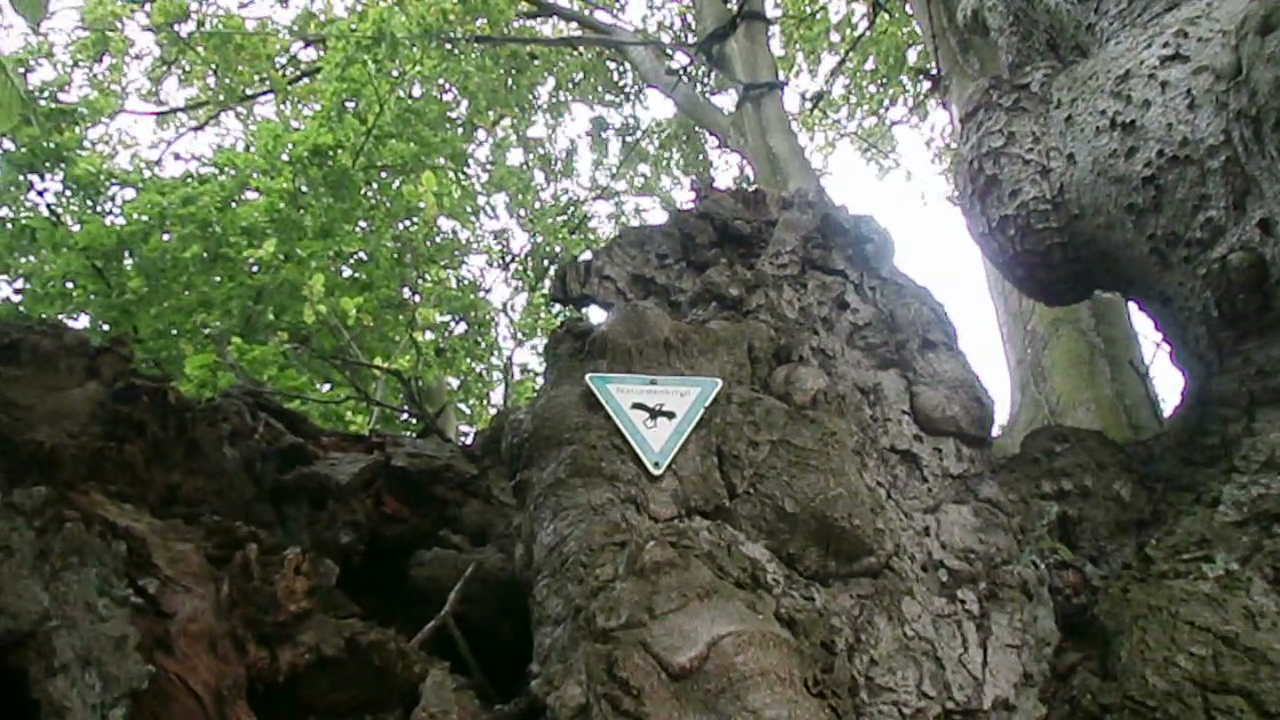
Naturdenkmalplakette am Stamm
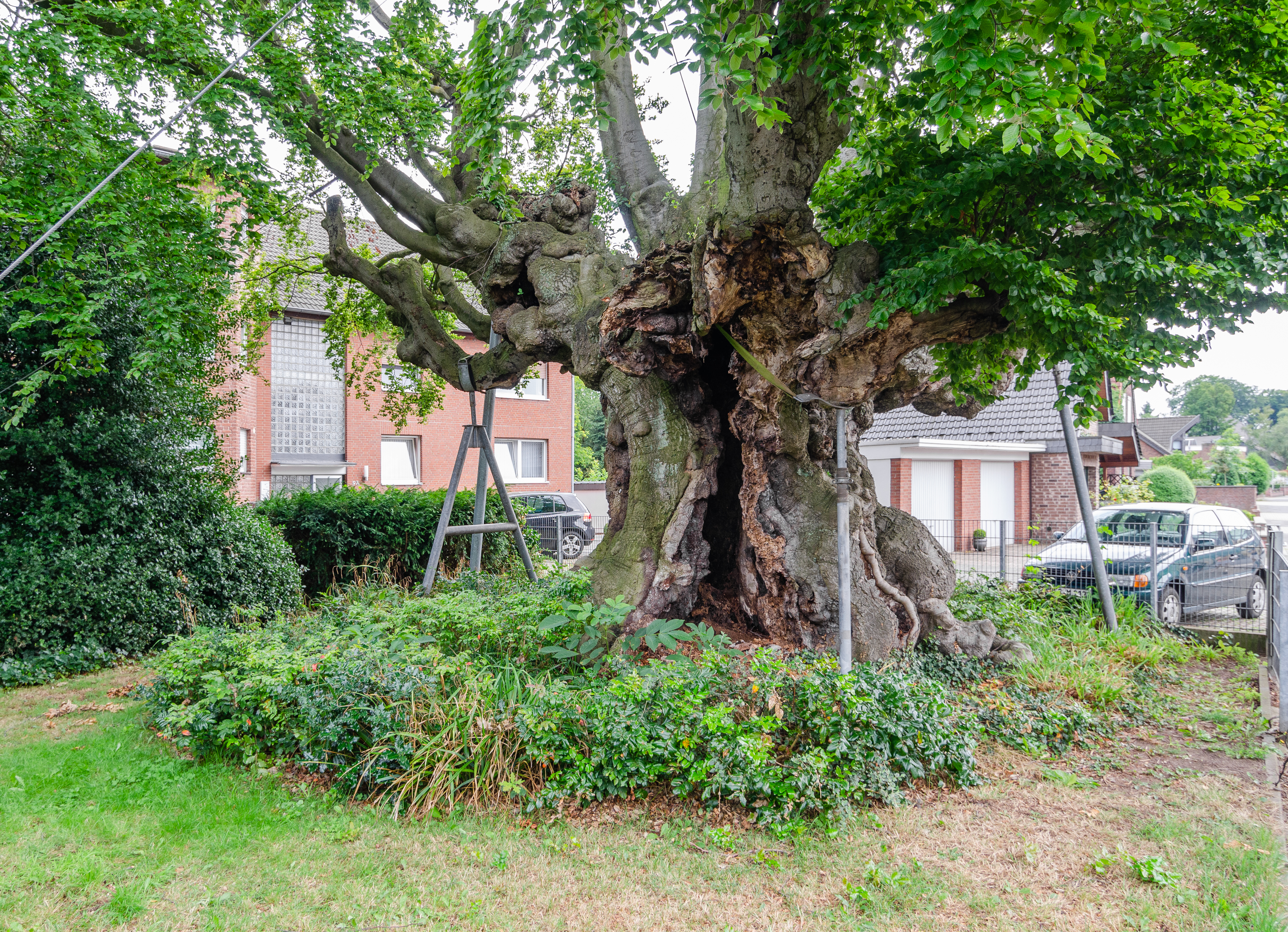
Abbruchstelle an der Nordseite, diverse Stahlträger und Gurte
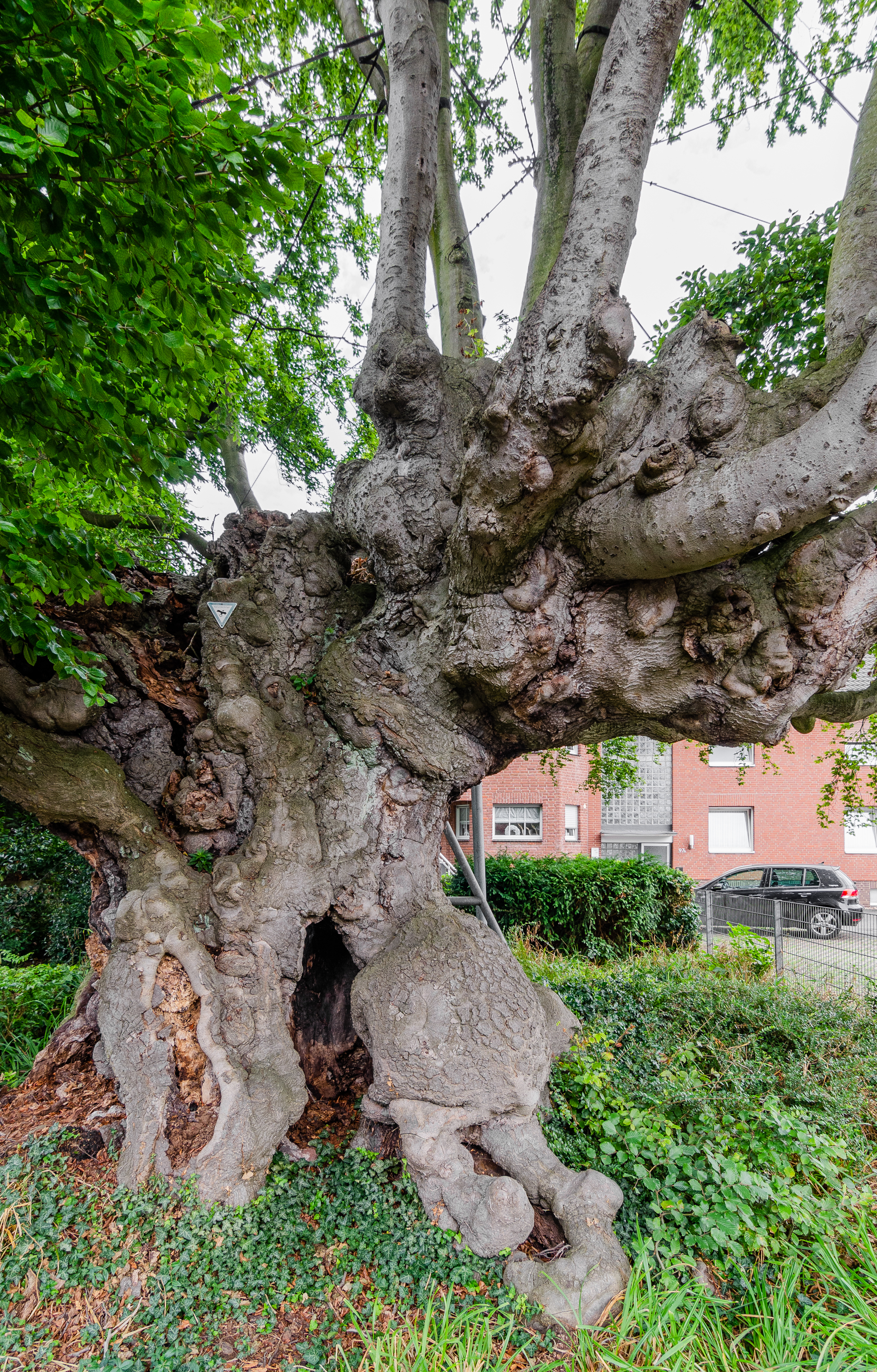
Stamm mit charakteristischen Verdickungen an den Wundüberwallungen des ehemaligen Kopfbaumes